# October & April
October & April is een liedje door de Finse rockband The Rasmus met zangeres Anette Olzon van Nightwish.
Het is in hetzelfde jaar opgenomen van de recente album van The Rasmus, genaamd: Black Roses, maar het heeft het uiteindelijk niet het album gehaald. Toch werd het in een latere release uitgebracht op het compilatiealbum Best of 2001-2009. Het nummer zelf is ook op digitale single uitgebracht en later werd het ook nog op cd-single uitgebracht.
Een musicvideo werd ook gemaakt voor October & April.